# Иванов, Алексей Иванович (Герой Социалистического Труда)
Алексей Иванович Иванов (21 августа 1922—4 ноября 1999) — Герой Социалистического Труда.

## Биография
Родился в деревне Грыжнево Старицкого района.
Участник ВОВ (1941—1945), инвалид войны.
Потомственный хлебороб, работал механизатором.
С 1958 по 1984 — председатель колхоза «Октябрь». За годы его работы колхоз стал экономически крепким хозяйством: повысились урожаи зерновых, увеличилось производство продукции животноводства, развернулось строительство жилья, соцкультбыта.
В 1971 г. колхозу было вручено переходящее Красное Знамя Совета Министров РСФСР.
В 1975 году построен торговый центр, столовая, детский сад, баня.
В 1985 году была построена школа 11-летка.
Награждён орденом Красной Звезды, орденом Ленина и 14 медалями.
До ухода на пенсию являлся членом Облисполкома Всесоюзного Совета Колхозников.
В 1997 году Иванову А. И. было присвоено звание «Почетный гражданин Старицкого района».